# Auguste Vidal de Cassis
Auguste Théodore Vidal de Cassis, född 1803 i Cassis, departementet Bouches-du-Rhône, död 1856, var en fransk kirurg. 
Vidal blev 1828 medicine doktor i Paris, 1832 professeur agrégé vid medicinska fakulteten, 1833 kirurg vid bureau central och 1839 kirurg vid Hôpital de Lourcine (för kvinnliga könssjukdomar). Han utgav en lärobok i kirurgi, Traité de pathologie externe et de médecine opératoire (1838–41; femte upplagan 1860), vilken i sin av Heinrich Adolf von Bardelebens ombesörjda tyska form även i Norden allmänt begagnats som handbok i detta ämne. 
Om Vidal skrev 1921 den finländske läkaren Robert Tigerstedt: "Han var lika utmärkt såsom iakttagare, praktiker och skriftställare. Han framstod både genom uppfinningen af flere operationsmetoder och såsom diagnostiker, i synnerhet inom de af honom med förkärlek bearbetade könssjukdomarnas område. Han egde i högsta grad en kritiserande och polemiserande journalists egenskaper, var liflig och snillrik samt förstod att med en blick öfverskåda såväl det hela som enskildheterna hos ett spörsmål. Att han därjämte kunde arbeta strängt vetenskapligt, ådagalägga hans omfångsrika skrifter".